# Keep Smiling
Pour plus de détails, voir Fiche technique et Distribution.
Keep Smiling (en version originale : გაიღიმეთ, Gaigimet, littéralement Souriez) est une comédie dramatique franco-luxembourgo-géorgienne réalisée par Rusudan Chkonia et sortie en 2012.

## Synopsis
C'est un concours de beauté entre femmes pauvres et mères de famille ; la gagnante aura une forte récompense.

## Fiche technique
- Titre : Keep Smiling
- Titre original : გაიღიმეთ
- Réalisation : Rusudan Chkonia
- Scénario : Rusudan Chkonia
- Photographie : Konstantine Mindia Esadze
- Montage : Jean-Pierre Bloc, Rusudan Chkonia et Levan Kukhashvili
- Producteur : Rusudan Chkonia et Nicolas Blanc
  - Producteur exécutif : Vladimir Kacharava
  - Coproducteur : Jani Thiltges, Arnaud Bertrand, Dominique Boutonnat et Hubert Caillard
- Production : Samsa Film, Nikê Studio, Ex Nihilo et Alvy Productions
- Distribution : Doc and Film International et ZED
- Pays :  Géorgie,  France et  Luxembourg
- Durée : 91 minutes
- Genre : comédie dramatique
- Dates de sortie : 
  -  Géorgie : 2011
  -  États-Unis : 18 février 2013
  -  France : 14 août 2013

## Distribution
- Ia Sukhitashvili : Gvantsa
- Gia Roinishvili : Otar
- Olga Babluani : Elene
- Tamuna Bukhnikashvili : Irina
- Nana Shonia : Inga
- Shorena Begashvili (en) : Baya
- Maka Chichua (en) : Tamuna
- Lela Metreveli : Lizi
- Iya Ninidze : mère de Lizi